# Gendiagnostikgesetz
Das Gendiagnostikgesetz bestimmt die Voraussetzungen für genetische Untersuchungen bei Menschen und für die im Rahmen dieser Untersuchungen durchgeführten genetischen Analysen sowie die Verwendung genetischer Proben und Daten in Deutschland. Das Gesetz regelt die Durchführung genetischer Untersuchungen zu medizinischen Zwecken, zur Klärung der Abstammung sowie im Versicherungsbereich und im Arbeitsleben. Es gilt nur für Untersuchungen von lebenden Menschen sowie von Embryonen und Föten während der Schwangerschaft. Es trat am 1. Februar 2010 in Kraft.

## Inhalte
Das Gesetz besteht aus 8 Abschnitten:
1. "Allgemeine Vorschriften", die Begriffsbestimmungen und Vorgaben zur Qualitätssicherung beinhalten;
2. Regelungen für "Genetische Untersuchungen zu medizinischen Zwecken", in denen die wesentlichen Vorgaben für alle genetischen Analysen auch für die übrigen Anwendungsbereiche gemacht werden;
3. Regelungen für "Genetische Untersuchungen zur Klärung der Abstammung";
4. Regelungen für "Genetische Untersuchungen im Versicherungsbereich";
5. Regelungen für "Genetische Untersuchungen im Arbeitsleben";
6. Vorgaben zum "Allgemein anerkannten Stand der Wissenschaft und Technik", in dem die Einrichtung der Gendiagnostik-Kommission (GEKO) beim Robert Koch-Institut[1] beschrieben wird;
7. Vorgaben zu „Straf- und Bußgeldvorschriften“;
8. „Schlussvorschriften“ mit Vorgaben zum Inkrafttreten der einzelnen Teile des Gesetzes.

Voraussetzung für jede genetische Untersuchung ist in Deutschland eine zuvor erfolgte genetische Beratung durch Ärztinnen und Ärzte, die über eine Qualifikation zur genetischen Beratung nach Abschnitt VI der Richtlinie der Gendiagnostik-Kommission (GEKO) für die Anforderungen an die Qualifikation zur und Inhalte der genetischen Beratung verfügen.
Die Qualifikation zur fachgebundenen genetischen Beratung ist nicht Voraussetzung, um diagnostische oder prädiktive genetische Untersuchungen vorzunehmen. Die Voraussetzung für die Vornahme einer genetischen Untersuchung ist die ärztliche Approbation bzw. der Erwerb einer Facharzt-, Schwerpunkt- oder Zusatzbezeichnung für genetische Untersuchungen. In § 7 Abs. 1 GenDG ist festgelegt, dass eine diagnostische genetische Untersuchung nur durch Ärztinnen oder Ärzte und eine prädiktive genetische Untersuchung nur durch Fachärztinnen oder Fachärzte für Humangenetik oder andere Ärztinnen oder Ärzte mit einer Qualifikation für genetische Untersuchungen, vorgenommen werden darf.
Um mögliche Risiken sowie genetische Diskriminierung zu verhindern, aber die Chancen der Anwendung genetischer Analysen zu wahren, gilt das Grundprinzip der informationellen Selbstbestimmung. Daraus ergibt sich sowohl das Recht auf Kenntnis der eigenen Befunde als auch das Recht auf Nichtwissen der Befunde. Für die Untersuchung wird die rechtswirksame Einwilligung der betroffenen Person vorausgesetzt. Diese Einwilligung kann jederzeit für die Zukunft widerrufen werden, d. h., dass ein Widerruf nicht mehr möglich ist, wenn die Ergebnisse der Untersuchung bereits vorliegen und mitgeteilt wurden. Das Gesetz regelt ebenfalls, wie bei nicht einwilligungsfähigen Personen zu verfahren ist.
Genetische Untersuchungen zur Klärung der Abstammung sind nur dann zulässig, wenn die Personen, von denen eine genetische Probe untersucht werden soll, in die Untersuchung eingewilligt haben; bei minderjährigen Kindern sind dies die sorgeberechtigten Personen. Liegt eine Einwilligung nicht vor, so kann diese durch das Familiengericht nach §1598a BGB ersetzt werden. Die Identität der Personen, denen die genetischen Proben entnommen wurden, muss durch die verantwortliche Person (Arzt/Ärztin oder qualifizierter Sachverständiger) dokumentiert sein.
Vorgeburtliche genetische Untersuchungen zur Klärung der Abstammung sind nur erlaubt, wenn nach ärztlicher Erkenntnis die Schwangere Opfer von sexuellem Missbrauch von Kindern, sexuellem Übergriff, sexueller Nötigung oder Vergewaltigung ist und dringende Gründe für die Annahme sprechen, dass die Schwangerschaft auf der Tat beruht (durch die Untersuchung kann bei einer Schwangeren, die vergewaltigt wurde, aber in der Empfängniszeit freiwillig Vaginalverkehr mit einem anderen Mann hatte, festgestellt werden, ob ein Schwangerschaftsabbruch kriminologisch indiziert ist).
Genetische Untersuchungen zur Klärung der Abstammung dürfen nur von Laboren durchgeführt werden, die nach der DIN-Norm ISO/IEC 17025 akkreditiert sind.
Verstöße gegen das Gesetz werden als Ordnungswidrigkeiten oder Straftaten verfolgt und geahndet.

## Geschichte
Die Enquete-Kommission „Recht und Ethik der modernen Medizin“ des Deutschen Bundestages hat in der 14. Legislaturperiode Vorarbeit im Bereich genetischer Tests geleistet und in ihrem Schlussbericht Empfehlungen ausgesprochen.
Die Fraktion von CDU/CSU im 14. Deutschen Bundestag forderte in ihrem Antrag vom 3. Juli 2001 die Vorlage eines Regierungsentwurfes für ein Gentestgesetz. Dieser Antrag fand keine Mehrheit.
Desgleichen forderte dies die Fraktion von CDU/CSU auch im 15. Deutschen Bundestag bezüglich eines Gendiagnostikgesetzes in ihrem Antrag vom 11. März 2003. In der 15. Legislaturperiode wurde im Rahmen einer Arbeitsgruppe der rot-grünen Regierungskoalition ein Gesetzentwurf vorbereitet und beraten. Die koalitionsinterne Arbeitsgruppe tagte ab Oktober 2004 und brach im Mai 2005 wegen der vorgezogenen Neuwahlen ihre Arbeit ab.
In der 16. Legislaturperiode legte die Bundestagsfraktion von Bündnis 90/Die Grünen einen Entwurf für ein Gendiagnostikgesetz vor, der sich an den rot-grünen Vorarbeiten aus der 15. Legislaturperiode orientiert.
Seit dem 16. April 2008 lag ein Eckpunktepapier der Bundesregierung für ein Gendiagnostikgesetz vor, das in der 16. Legislaturperiode des Deutschen Bundestags verabschiedet werden sollte. Am 30. Juni 2008 wurde der Öffentlichkeit dazu ein erster Referentenentwurf durch das federführende Bundesministerium für Gesundheit vorgestellt.
Am 29. August 2008 wurde von Seiten der Bundesregierung der Regierungsentwurf für ein Gendiagnostikgesetz im Bundesrat eingebracht. Dieser Entwurf befand sich seitdem in der parlamentarischen Beratung. Am 21. Januar 2009 fand vor dem Ausschuss für Gesundheit des Deutschen Bundestages eine öffentliche Anhörung statt. Der Deutsche Bundestag beschloss das Gesetz am 24. April 2009.

## Bundesländer
Da der Anwendungsbereich des Gendiagnostikgesetzes als Folge der Föderalismusreform im Arbeitsleben nur für Bundesbeamte gilt, hat die Freie und Hansestadt Hamburg als erstes Bundesland in § 10 Abs. 3 des Hamburgischen Beamtengesetzes (HmbBG) die Anwendbarkeit auch für ihre Landesbeamten und Referendare geschaffen. Die Regelung wurde zeitgleich mit dem Inkrafttreten der Bundesregelung am 1. Februar 2010 wirksam.

## Andere Staaten
In der Schweiz existiert das „Bundesgesetz über genetische Untersuchungen beim Menschen (GUMG)“ sowie die „Verordnung über genetische Untersuchungen beim Menschen (GUMV)“. Im GUMG werden u. a. Verwertungsverbote für genetische Daten im Arbeits-, Versicherungs- und Haftpflichtbereich festgelegt.
In Österreich gibt es ein Gentechnikgesetz, welches auch genetische Analysen und die Gentherapie am Menschen umfasst und insbesondere in § 67 ein Verbot der Erhebung und Verwendung von Daten aus genetischen Analysen für bestimmte Zwecke enthält: „Arbeitgebern und Versicherern einschließlich deren Beauftragten und Mitarbeitern ist es verboten, Ergebnisse von genetischen Analysen von ihren Arbeitnehmern, Arbeitsuchenden oder Versicherungsnehmern oder Versicherungswerbern zu erheben, zu verlangen, anzunehmen oder sonst zu verwerten. Von diesem Verbot sind auch das Verlangen nach Abgabe und die Annahme von Körpersubstanz für genanalytische Zwecke umfasst.“ Das Gesetz wurde verkündet als Artikel I „Bundesgesetz, mit dem Arbeiten mit gentechnisch veränderten Organismen, das Freisetzen und Inverkehrbringen von gentechnisch veränderten Organismen und die Anwendung von Genanalyse und Gentherapie am Menschen geregelt werden (Gentechnikgesetz - GTG) und das Produkthaftungsgesetz geändert wird“.

## Kritik aus der Versicherungswirtschaft
Gegen Regelungen für den Versicherungsbereich im deutschen Gendiagnostikgesetz wandte sich vor allem der Gesamtverband der Deutschen Versicherungswirtschaft. Er erachtete die bestehende Selbstverpflichtungserklärung für ausreichend. Im Übrigen würde ein Verzicht auf die Nutzung der Ergebnisse von genetischen Untersuchungen in jedem Fall zu einer Informationsasymmetrie mit der Gefahr einer Antiselektion (auch bekannt als Adverse Selection) führen.
Auf Grund des Gendiagnostikgesetzes dürfen beim Abschluss eines Versicherungsvertrages grundsätzlich weder die Durchführung einer genetischen Untersuchung noch Auskünfte über bereits durchgeführte Untersuchungen verlangt werden. Jedoch müssen zur Vermeidung von Missbräuchen die Ergebnisse bereits vorgenommener genetischer Untersuchungen vorgelegt werden, wenn eine Versicherung mit einer sehr hohen Versicherungssumme abgeschlossen werden soll (§ 18 GenDG).

## Arbeitnehmerschutz
Im Arbeitsrecht sind genetische Untersuchungen auf Verlangen des Arbeitgebers grundsätzlich verboten. Zum Arbeitsschutz sollen genetische Untersuchungen im Rahmen arbeitsmedizinischer Vorsorgeuntersuchungen nur unter engen Voraussetzungen zugelassen werden.

## Gendiagnostik-Kommission-Kostenverordnung
Am 26. Juni 2010 trat die Kostenverordnung für die Stellungnahmen der Gendiagnostik-Kommission nach dem Gendiagnostikgesetz (Gendiagnostik-Kommission-Kostenverordnung) in Kraft (BGBl. I S. 810). Die aus drei Paragrafen bestehende Verordnung bestimmt, dass das Robert Koch-Institut für Stellungnahmen Gebühren zwischen 100 und 2000 Euro erheben kann.